# They Only Come Out at Night (dal)
A They Only Come Out at Night a finn Lordi egyik legsikeresebb dala, amely 2006-ban jelent meg először, a The Arockalypse című nagylemezen, annak hetedik számaként, majd a Who’s Your Daddy? németországi kiadásán negyedik felvételként kapott helyet, és végül 2007-ben önálló kislemezként jelent meg. A dalban közreműködik Udo Dirkschneider is, aki az Accept német heavy metal együttes énekesként lett híres. A Lordi énekesének egyik kedvenc együttese az Accept.

## Közreműködött
- Mr. Lordi: ének
- Amen: gitár
- Ox: basszusgitár
- Kita: dobok
- Awa: billentyű
- Udo Dirkschneider: ének

## Dallista
1. They Only Come Out at Night
2. Midnight Mover [Live] (Accept-feldolgozás)